# Китаб ал-алак ан-нафиса
«Кита́б ал-ала́к ан-Нафи́са» (араб. كتاب الأعلاق النفيسة‎ — «Книга драгоценных ожерелий») — космографическое произведение арабоязычного географа Абу Али Ахмада ибн Руста.
Ибн Руста по происхождению был персом, жил во 2-й половине IX века — начале X века в городе Исфахан на территории Персии (вероятно, под властью Саманидов). До наших дней сохранился лишь седьмой том его произведения, которая посвящена географии и другим смежным темам. Оригинал труда, по-видимому, представлял собой обширную многотомную, разноотраслевую энциклопедию.
Книга начинается с раздела об астрономической географии, в которой цитируются труды географа Ибн ат-Тайиба ас-Сарахси (ум. 899) и знаменитого астронома Абу Машара аль-Балхи, а также излагаются взгляды греков. Затем описываются священные города мусульман — Мекка и Медина. Автор уделил внимание топографии этих городов, описал здания и выдающиеся священные сооружения. По-видимому, его единственное значительное путешествие за пределами родной Персии было в Медину (хадж?). После этого Ибн Руста переходит к остальному миру, описывая моря и реки, семь климатов (части света), регионы стран ислама (дар аль-ислам) начиная от Ирана и Иракского черноземья (савад), Византию и её императоров, Рим, немусульманские страны и населяющие их народы, включая Индию, тюркские племена Внутренней Азии, венгров (аль-маджгария), славян (ас-саклабия), русов (ар-русия), аланов, булгар, хазар и мадьяр. Страны ислама описаны в книге очень поверхностно, информация о Риме скудна, а вместо персидского понятия кешвар автор использует термин клима (греч. κλίμα). Есть сведения о малоизвестных в ту эпоху для мусульман регионах, например, о Британских островах и англосаксонской гептархии. Ценное для византинистов описание Константинополя основывается на сведениях Харуна ибн Яхъи, который содержался там в плену.
Ближе к концу книги автор возвращается к Персии, в частности, описывает Исфахан и основные пути империи, уделяя особое внимание магистралям в Персии. А в конце Ибн Руста предоставляет краткие данные о т. н. первых происшествиях (аваиль), известных семьях, сектах и ересях до ислама и после, и др. сведения.
Очевидно, что Ибн Руста использовал в своём труде данные из «Книги путей и стран» Ибн Хордадбеха, но автор упоминает об этом лишь один раз. Наиболее ценны сведения Ибн Русты о родном Исфахане. В его описании двадцати районов (рустак) города содержатся детали, которые отсутствуют у других географов. Из этих записей мы узнаём, что в те времена Исфахан имел форму идеального круга диаметром в половину фарсаха, его стены были защищены сотней башен, а число ворот доходило до четырёх.

## Издания
- Абу-Али Ахмед Бен Омар Ибн-Даста. Известия о хозарах, буртасах, болгарах, мадьярах, славянах и руссах. / пер. с араб., комм. Д. А. Хвольсона. — СПб.: тип. Императорской Академии Наук, 1869. — 200 с.
- Ibn Rustah. Al-A'laq al-Nafisah / ed. M. de Goeje. — Leiden, 1892.
- Абу-Али Ахмед Бен Омар Ибн-Даста. Известия о хозарах, буртасах, болгарах, мадьярах, славянах и руссах. Факсим. изд. / Пер. с араб., комм. Д. А. Хвольсона. — Ковчег, 2010. — 200 с. — ISBN 978-985-6950-15-8..
- Ibn Khurradâdhbih, Ibn al-Faqîh al-Hamadhâni et Ibn Rustih. Description du Maghreb et de l'Europe au III-IX siècle, extraits du "Kitâb al-masâlik wa'l-mamâlik," du "Kitâb al-Buldân" et du "Kitâb al-A'lâq an-Nafîsa" / ed. transl. Hadj-Sadok M.. — Algiers: Carbonel, 1949.